# Annemasse

Els barris d'Annemasse

Annemasse és una ciutat francesa situada al departament de l'Alta Savoia i a la regió d'Alvèrnia-Roine-Alps.
Annemasse és una ciutat que està a la frontera entre França i Suïssa, i és gairebé una part de l'aglomeració de Ginebra. Està al costat del riu Arve i en el recorregut de l'Autopista Blanca de Mâcon a Chamonix.